# Karl Krumbacher
Karl Krumbacher, född 22 september 1856 i Kürnach im Allgäu, Bayern, död 12 december 1909 i München, var en tysk filolog, den bysantinska filologins nyskapare.
Krumbacher verkade först som gymnasielärare, gjorde i mitten av 1880-talet en lång studieresa i Grekland och Turkiet och ägnade sig därefter uteslutande åt forsknings- och lärarverksamhet inom den dittills starkt eftersatta bysantinska filologin. Han blev först docent, därefter e.o. och 1896 ordinarie professor vid Münchens universitet.
Med hans första stora verk, Geschichte der byzantinischen Litteratur (1890, andra upplagan 1897; utgör en del av Iwan von Müllers Handbuch der klassischen Altertumswissenschaft), grundlades den bysantinska filologin som självständig, modern vetenskap. Under Krumbachers allmänt erkända ledning nådde denna vetenskap snabbt storartad utveckling och fick i den av Krumbacher startade och redigerade Byzantinische Zeitschrift sitt främsta organ. Krumbacher engagerade sig starkt i den grekiska språkstriden, vilket under de sista åren av hans liv ledde till betydande opposition från vissa greker.
Han förberedde under många år en edition av den store bysantinske hymndiktaren Romanos, men hann ej färdigställa denna innan sin död. Hans flesta avhandlingar publicerades i Münchenakademiens Sitzungsberichte. Krumbacher verkade även starkt för den bysantinska forskningens utveckling i andra kulturländer och visade i detta avseende även stort intresse för Sverige, "väringarnas land".